# Jan Kosořský z Kosoře
Jan Kosořský z Kosoře (†1580 Praha) byl český písař a tiskař.
Byl pravděpodobně synem Matiáše Kosořského z Kosoře, jenž jako písař v různých panských rodinách přeložil pro pana Tovačovského z Cimburka z latiny Platonův spis »De Republica«.
Janova tiskárna prosperovala v letech 1537–62 a vyšlo z ní mnoho památných děl.
Na rohu Melantrichovy a Kožné vlastnil v roce 1564 dům (čp. 475/I), kterému se říká dům U Dvou zlatých medvědů.
Janův tchán byl pražský tiskař Pavel Severýn.

## Nejvýznamnější tisky
- Konáčovo Hořekování (1547)
- Zřízení zemské (1556)
- Münsterova Kosmografie (1554)